# Mädchen nach Mitternacht
Mädchen nach Mitternacht ist ein Schweizer Sexfilm von Erwin C. Dietrich aus dem Jahr 1978.

## Handlung
Fünf Bewohnerinnen eines Mädchenpensionats erleben im Traum verwegene erotische Abenteuer. Als ein Mann heimlich in das Internat eindringt, wird für ein Mädchen der Traum sogar Wirklichkeit. Es erzählt daraufhin über seine früheren Erlebnisse mit einer Musikband.

## Produktionsnotizen
Als Produktionsfirma wird neben der VIP auch Dietrichs andere Zürcher Produktionsfirma Elite-Film genannt. Die Uraufführung erfolgte am 2. Juni 1978. Wie bei vergleichbaren Sexfilmen wurde bei Mädchen nach Mitternacht viel auf Vorrat gedrehtes Material benutzt. Monika Kaelin prozessierte deshalb später gegen den Film, indem sie erfolglos behauptete, ihr Kopf sei einem anderen Körper aufgesetzt worden. Später versuchte Kaelin noch zu verhindern, dass der Film auf VHS erschien. Esther Studer hingegen gewann einen ähnlichen Prozess, wonach Dietrich entgegen seinem Dementi nicht entlohnte Probeaufnahmen für den Film verwendete.

## Kritiken
Das Lexikon des internationalen Films nennt den Film ein «weiteres Dietrich-Machwerk auf geradezu erbärmlichem Niveau.». Das Heyne Filmlexikon fand, die Handlung bestehe «hauptsächlich aus Stellungswechseln».